# Tolly-Nunatak
Der Tolly-Nunatak ist ein 30 m langer und 10 m breiter Nunatak im westantarktischen Ellsworthland. Er ragt aus einem Bergsattel zwischen zwei höheren Nunatakkern eines Gebirgskamms auf, der den nordwestlichen Rand der Flowers Hills in der Sentinel Range im Ellsworthgebirge bildet.
Namensgeberin ist die isländische Geophysikerin Guðfinna „Tolly“ Aðalgeirsdóttir (* 1972), die sich unter anderem mit der Gletscherdynamik des benachbarten Rutford-Eisstroms befasste.